# Pálmi Rafn Pálmason
Pálmi Rafn Pálmason (Húsavík, 9 novembre 1984) è un calciatore islandese, centrocampista del Völsungur.

## Carriera

### Club

#### Gli inizi in Islanda
Pálmason ha cominciato la carriera con la maglia del Völsungur. Ha disputato tre stagioni in squadra, due delle quali nella 3. Deild e una, l'ultima, nella 2. Deild. Nel 2003 è passato al KA Akureyri, formazione per cui ha avuto modo di debuttare nell'Úrvalsdeild. Al termine del campionato 2004, la squadra è retrocessa nella 1. Deild. Nel 2006 si è trasferito al Valur, squadra con cui ha vinto due edizioni della Supercoppa d'Islanda (2005 e 2007) e un campionato (2007). A metà del 2008, ha lasciato il Valur e l'Islanda.

#### Stabæk
Nell'estate 2008, Pálmason si è trasferito in Norvegia per militare nelle file dello Stabæk. Ha debuttato nell'Eliteserien in data 6 agosto, subentrando ad Alanzinho nella vittoria per 1-2 sul campo del Rosenborg. Il 19 ottobre ha segnato la prima rete nella massima divisione norvegese, sancendo il successo per 1-2 sul campo del Brann. In questa porzione di stagione, ha disputato 14 partite e ha messo a segno 2 reti, contribuendo alla vittoria finale del campionato 2008.
In virtù di questo successo, lo Stabæk di Pálmason ha disputato la Superfinalen 2009 contro il Vålerenga, partita vinta col punteggio di 3-1 anche grazie alla marcatura messa a referto dall'islandese. In questa annata ha giocato 35 partite e realizzato 9 gol, con la sua squadra che ha concluso la stagione al 3º posto in classifica.
Nell'annata successiva, Pálmason è stato impiegato in 22 incontri e ha siglato una sola rete. La stagione 2011 è stata l'ultima che ha disputato con la maglia dello Stabæk, congedandosi dal club con 10 reti in 29 partite. Complessivamente, con questa casacca ha totalizzato 100 apparizioni e ha segnato 22 reti.

#### Lillestrøm
Il 29 novembre 2011, il Lillestrøm ha annunciato sul proprio sito d'aver ingaggiato Pálmason, che ha firmato un contratto triennale valido a partire dal 1º gennaio 2012. Ha esordito in squadra il 24 marzo 2012, schierato titolare nel pareggio a reti inviolate sul campo dell'Hønefoss. Il 23 aprile ha realizzato la prima rete, nella sconfitta per 3-2 in casa del Molde. Il 4 novembre è arrivata la prima doppietta, nel 6-0 inflitto alla sua ex squadra dello Stabæk. Il Lillestrøm ha chiuso la stagione al 9º posto in classifica, con Pálmason che ha totalizzato 32 presenze tra campionato e coppa, con 7 reti all'attivo.
L'anno successivo, Pálmason ha giocato 36 partite e ha realizzato 6 reti, con il Lillestrøm che ha concluso la stagione al 10º posto in graduatoria. Il 26 ottobre 2014 ha realizzato la prima tripletta, nella vittoria per 4-1 sullo Start. Con le 29 presenze e 9 reti della stagione 2014, ha chiuso la sua esperienza al Lillestrøm: complessivamente, ha disputato 97 presenze con questa maglia e ha messo a referto 23 reti.

#### KR Reykjavík
Il 6 dicembre 2014, Pálmason ha firmato ufficialmente un contratto triennale con il KR Reykjavík, valido a partire dal 1º gennaio 2015: il giocatore ha così fatto ritorno in patria dopo sei stagioni e mezzo in Norvegia.

### Nazionale
Pálmason ha giocato 10 partite per l'Islanda under 21, mettendo a segno una rete. Ha esordito il 18 agosto 2004, subentrando a Viktor Bjarki Arnarsson nella sconfitta per 2-1 contro l'Estonia. Il 6 settembre 2005 ha realizzato la prima rete, nel successo per 1-3 sulla Bulgaria.
Tra il 2008 ed il 2010, ha totalizzato 18 presenze per la Nazionale maggiore. La prima di queste è arrivata il 2 febbraio 2008, quando ha sostituito Bjarni Viðarsson nella sconfitta per 2-0 contro la Bielorussia in un'amichevole disputata a Ta' Qali, a Malta.

## Statistiche

### Presenze e reti nei club
Statistiche aggiornate al 1º gennaio 2015.
| Stagione           | Club               | Campionato         | Campionato | Campionato | Coppe nazionali | Coppe nazionali | Coppe nazionali | Coppe continentali | Coppe continentali | Coppe continentali | Supercoppe | Supercoppe | Supercoppe | Totale | Totale |
| Stagione           | Club               | Comp               | Pres       | Reti       | Comp            | Pres            | Reti            | Comp               | Pres               | Reti               | Comp       | Pres       | Reti       | Pres   | Reti   |
| ------------------ | ------------------ | ------------------ | ---------- | ---------- | --------------- | --------------- | --------------- | ------------------ | ------------------ | ------------------ | ---------- | ---------- | ---------- | ------ | ------ |
| 2000               | Völsungur          | 3D                 | 11         | 2          | CI+CdL          | ?               | ?               | -                  | -                  | -                  | -          | -          | -          | 11+    | 2+     |
| 2001               | Völsungur          | 3D                 | 14         | 7          | CI+CdL          | ?               | ?               | -                  | -                  | -                  | -          | -          | -          | 14+    | 7+     |
| 2002               | Völsungur          | 2D                 | 18         | 6          | CI+CdL          | ?               | ?               | -                  | -                  | -                  | -          | -          | -          | 18+    | 6+     |
| Totale Völsungur   | Totale Völsungur   | Totale Völsungur   | 48         | 17         |                 | ?               | ?               |                    | ?                  | ?                  |            | ?          | ?          | ?      | ?      |
| 2003               | KA Akureyri        | UD                 | 15         | 4          | CI+CdL          | ?               | ?               | -                  | -                  | -                  | -          | -          | -          | 15+    | 4+     |
| 2004               | KA Akureyri        | UD                 | 16         | 2          | CI+CdL          | ?               | ?               | -                  | -                  | -                  | -          | -          | -          | 16+    | 2+     |
| 2005               | KA Akureyri        | 1D                 | 18         | 10         | CI+CdL          | ?               | ?               | -                  | -                  | -                  | -          | -          | -          | 18+    | 10+    |
| Totale KA Akureyri | Totale KA Akureyri | Totale KA Akureyri | 48         | 17         |                 | ?               | ?               |                    | ?                  | ?                  |            | ?          | ?          | ?      | ?      |
| 2006               | Valur              | UD                 | 18         | 6          | CI+CdL          | ?               | ?               | CU                 | ?                  | ?                  | SI         | ?          | ?          | 18+    | 6+     |
| 2007               | Valur              | UD                 | 18         | 4          | CI+CdL          | ?               | ?               | -                  | -                  | -                  | -          | -          | -          | 18+    | 4+     |
| gen.-ago. 2008     | Valur              | UD                 | 12         | 7          | CI+CdL          | ?               | ?               | UCL                | ?                  | ?                  | SI         | ?          | ?          | 12+    | 7+     |
| Totale Valur       | Totale Valur       | Totale Valur       | 48         | 17         |                 | ?               | ?               |                    | ?                  | ?                  |            | ?          | ?          | ?      | ?      |
| ago.-dic. 2008     | Stabæk             | ES                 | 9          | 2          | CN              | 3               | 0               | CU                 | 2                  | 0                  | -          | -          | -          | 14     | 2      |
| 2009               | Stabæk             | ES                 | 25         | 3          | CN              | 5               | 4               | UCL+UEL            | 3+1                | 1+0                | SN         | 1          | 1          | 35     | 9      |
| 2010               | Stabæk             | ES                 | 21         | 1          | CN              | 0               | 0               | UEL                | 1                  | 0                  | -          | -          | -          | 22     | 1      |
| 2011               | Stabæk             | ES                 | 26         | 8          | CN              | 3               | 2               | -                  | -                  | -                  | -          | -          | -          | 29     | 10     |
| Totale Stabæk      | Totale Stabæk      | Totale Stabæk      | 81         | 14         |                 | 11              | 6               |                    | 7                  | 1                  |            | 1          | 1          | 100    | 22     |
| 2012               | Lillestrøm         | ES                 | 28         | 6          | CN              | 4               | 1               | -                  | -                  | -                  | -          | -          | -          | 32     | 7      |
| 2013               | Lillestrøm         | ES                 | 30         | 3          | CN              | 6               | 4               | -                  | -                  | -                  | -          | -          | -          | 36     | 7      |
| 2014               | Lillestrøm         | ES                 | 27         | 9          | CN              | 2               | 0               | -                  | -                  | -                  | -          | -          | -          | 29     | 9      |
| Totale Lillestrøm  | Totale Lillestrøm  | Totale Lillestrøm  | 85         | 18         |                 | 12              | 5               |                    | -                  | -                  |            | -          | -          | 97     | 23     |
| 2015               | KR Reykjavík       | UD                 | 0          | 0          | CI+CdL          | 0               | 0               | -                  | -                  | -                  | -          | -          | -          | 0      | 0      |
| Totale             | Totale             | Totale             | ?          | ?          |                 | ?               | ?               |                    | -                  | -                  |            | -          | -          | ?      | ?      |

### Cronologia presenze e reti in Nazionale
| Cronologia completa delle presenze e delle reti in nazionale ― Islanda | Cronologia completa delle presenze e delle reti in nazionale ― Islanda | Cronologia completa delle presenze e delle reti in nazionale ― Islanda | Cronologia completa delle presenze e delle reti in nazionale ― Islanda | Cronologia completa delle presenze e delle reti in nazionale ― Islanda | Cronologia completa delle presenze e delle reti in nazionale ― Islanda | Cronologia completa delle presenze e delle reti in nazionale ― Islanda | Cronologia completa delle presenze e delle reti in nazionale ― Islanda |
| Data                                                                   | Città                                                                  | In casa                                                                | Risultato                                                              | Ospiti                                                                 | Competizione                                                           | Reti                                                                   | Note                                                                   |
| ---------------------------------------------------------------------- | ---------------------------------------------------------------------- | ---------------------------------------------------------------------- | ---------------------------------------------------------------------- | ---------------------------------------------------------------------- | ---------------------------------------------------------------------- | ---------------------------------------------------------------------- | ---------------------------------------------------------------------- |
| 2-2-2008                                                               | Ta' Qali                                                               | Bielorussia                                                            | 2 – 0                                                                  | Islanda                                                                | Amichevole                                                             | -                                                                      |                                                                        |
| 4-2-2008                                                               | Ta' Qali                                                               | Malta                                                                  | 1 – 0                                                                  | Islanda                                                                | Amichevole                                                             | -                                                                      |                                                                        |
| 6-2-2008                                                               | Ta' Qali                                                               | Armenia                                                                | 0 – 2                                                                  | Islanda                                                                | Amichevole                                                             | -                                                                      |                                                                        |
| 16-3-2008                                                              | Kópavogur                                                              | Islanda                                                                | 3 – 0                                                                  | Fær Øer                                                                | Qual. Euro 2008                                                        | -                                                                      |                                                                        |
| 28-5-2008                                                              | Reykjavík                                                              | Islanda                                                                | 0 – 1                                                                  | Galles                                                                 | Qual. Euro 2008                                                        | -                                                                      |                                                                        |
| 20-8-2008                                                              | Reykjavík                                                              | Islanda                                                                | 1 – 1                                                                  | Azerbaigian                                                            | Qual. Euro 2008                                                        | -                                                                      |                                                                        |
| 6-9-2008                                                               | Oslo                                                                   | Norvegia                                                               | 2 – 2                                                                  | Islanda                                                                | Qual. Mondiali 2010                                                    | -                                                                      |                                                                        |
| 10-9-2008                                                              | Reykjavík                                                              | Islanda                                                                | 1 – 2                                                                  | Scozia                                                                 | Qual. Mondiali 2010                                                    | -                                                                      |                                                                        |
| 15-10-2008                                                             | Reykjavík                                                              | Islanda                                                                | 1 – 0                                                                  | Macedonia                                                              | Qual. Mondiali 2010                                                    | -                                                                      |                                                                        |
| 19-11-2008                                                             | Paola                                                                  | Malta                                                                  | 1 – 0                                                                  | Islanda                                                                | Amichevole                                                             | -                                                                      |                                                                        |
| 11-2-2009                                                              | La Manga del Mar Menor                                                 | Liechtenstein                                                          | 0 – 2                                                                  | Islanda                                                                | Amichevole                                                             | -                                                                      |                                                                        |
| 1-4-2009                                                               | Glasgow                                                                | Scozia                                                                 | 2 – 1                                                                  | Islanda                                                                | Qual. Mondiali 2010                                                    | -                                                                      |                                                                        |
| 6-6-2009                                                               | Reykjavík                                                              | Islanda                                                                | 1 – 2                                                                  | Paesi Bassi                                                            | Qual. Mondiali 2010                                                    | -                                                                      |                                                                        |
| 10-6-2009                                                              | Skopje                                                                 | Macedonia                                                              | 2 – 0                                                                  | Islanda                                                                | Qual. Mondiali 2010                                                    | -                                                                      |                                                                        |
| 12-8-2009                                                              | Reykjavík                                                              | Islanda                                                                | 1 – 1                                                                  | Slovacchia                                                             | Amichevole                                                             | -                                                                      |                                                                        |
| 9-9-2009                                                               | Reykjavík                                                              | Islanda                                                                | 3 – 1                                                                  | Georgia                                                                | Amichevole                                                             | -                                                                      |                                                                        |
| 13-10-2009                                                             | Reykjavík                                                              | Islanda                                                                | 1 – 0                                                                  | Sudafrica                                                              | Amichevole                                                             | -                                                                      |                                                                        |
| 3-3-2010                                                               | Larnaca                                                                | Cipro                                                                  | 0 – 0                                                                  | Islanda                                                                | Amichevole                                                             | -                                                                      |                                                                        |
| Totale                                                                 |                                                                        | Presenze                                                               | 18                                                                     |                                                                        | Reti                                                                   | 0                                                                      |                                                                        |

## Palmarès

### Club

#### Competizioni nazionali
- Supercoppa d'Islanda: 2

Valur: 2005, 2007
- Campionato islandese: 2

Valur: 2007
KR: 2019
- Campionato norvegese: 1

Stabæk: 2008
- Supercoppa di Norvegia: 1

Stabæk: 2009
- Coppa di Lega islandese: 1

KR: 2019

#### Competizioni internazionali
- Atlantic Cup: 1

Valur: 2008